# Villiers (Indre)
Villiers é uma comuna francesa na região administrativa do Centro, no departamento Indre. Estende-se por uma área de 25,29 km². Em 2010 a comuna tinha 171 habitantes (densidade: 6,8 hab./km²).